# Rodoksantyna
Rodoksantyna (E161f) – organiczny związek chemiczny z grupy ksantofili (podgrupa karotenoidów). Naturalny barwnik spożywczy. Jego niewielkie ilości można znaleźć w wielu gatunkach roślin np. cisu (Taxus baccata) i piórach niektórych ptaków (np. z rodzaju Ptilinopus i rodziny bławatników).
Dopuszczalne dzienne spożycie wynosi 5 mg/kg masy ciała.